# قوباچی‌لار
قوباچی‌لار (به لاتین: Kyupachilar) منطقه‌ای مسکونی در جمهوری آذربایجان است که در شهرستان داش‌کسن واقع شده است.